# Archidrepana saturniata
Archidrepana saturniata är en fjärilsart som beskrevs av W. Warren 1902. Archidrepana saturniata ingår i släktet Archidrepana och familjen sikelvingar. Inga underarter finns listade i Catalogue of Life.